# Шипика, Пётр Васильевич
Пётр Васильевич Шипика (15 мая 1927 года, хутор Малокомаровский, Неклиновский район, Ростовская область — 2 февраля 1990 года, хутор Красный Десант, Неклиновский район, Ростовская область) — комбайнёр Федоровской МТС Неклиновского района Ростовской области. Герой Социалистического Труда (1951). Награждён вторым орденом Ленина (1952).

## Биография
Родился Пётр Васильевич 15 мая 1927 года в хуторе Малокомаровском Неклиновском районе Ростовской области. Перед началом Великой Отечественной войны Пётр Шипика окончил Фёдоровскую неполную среднюю школу. В 1943 году после освобождения Неклиновского района от немецких захватчиков в шестнадцать лет работал учеником тракториста в Федоровской машинно-тракторной станции, затем в 1944 году был трактористом в колхозе. В 1948 году окончил в Азове курсы бригадиров тракторных бригад, в 1949 году — курсы водителей самоходных комбайнов в Таганроге, затем работал комбайнером Федоровской машинно-тракторной станции в Неклиновском районе Ростовской области. Пётр Васильевич в 1950 году работал на комбайне С-4, на котором за двадцать пять рабочих дней собрал урожай: 4636 центнеров зерновых культур и 282 центнера семян трав. За достижение высоких показателей на уборке и обмолоте зерновых культур был удостоен в 1951 году звания Героя Социалистического Труда с вручением ордена Ленина и золотой медали «Серп и Молот». Второй орден Ленина П. В. Шипика получил в 1952 году: на самоходном комбайне С-4 в 1951 году намолотил 9280 центнеров зерна за двадцать восемь рабочих дней, при этом сэкономил 600 килограммов горючего.
Пётр Васильевич Шипика — являлся участником Всесоюзной сельскохозяйственной выставки (1954, 1955), был депутатом Ростовского областного Совета депутатов трудящихся.
Учился в сельскохозяйственном техникуме, после его окончания возглавлял механизированный отряд Краснодесантского отделения Неклиновской райсельхозтехники, затем Фёдоровское отделение Краснодесантненской сельхозтехники.
Умер Пётр Васильевич Шипика 2 февраля 1990 года в хуторе Красный Десант Неклиновского района, похоронен на Николаевском кладбище в городе Таганрог Ростовской области.
С 2019 года Фёдоровская средняя школа носит имя Петра Васильевича Шипики.

## Награды
- Герой Социалистического Труда (1951);
- Орден Ленина (1951, 1952);
- Медали.